# Station Morar
Station Morar is een spoorwegstation van de National Rail aan de West Highland Line in het dorp Morar in Schotland. Het station is eigendom van Network Rail en wordt beheerd door ScotRail. 

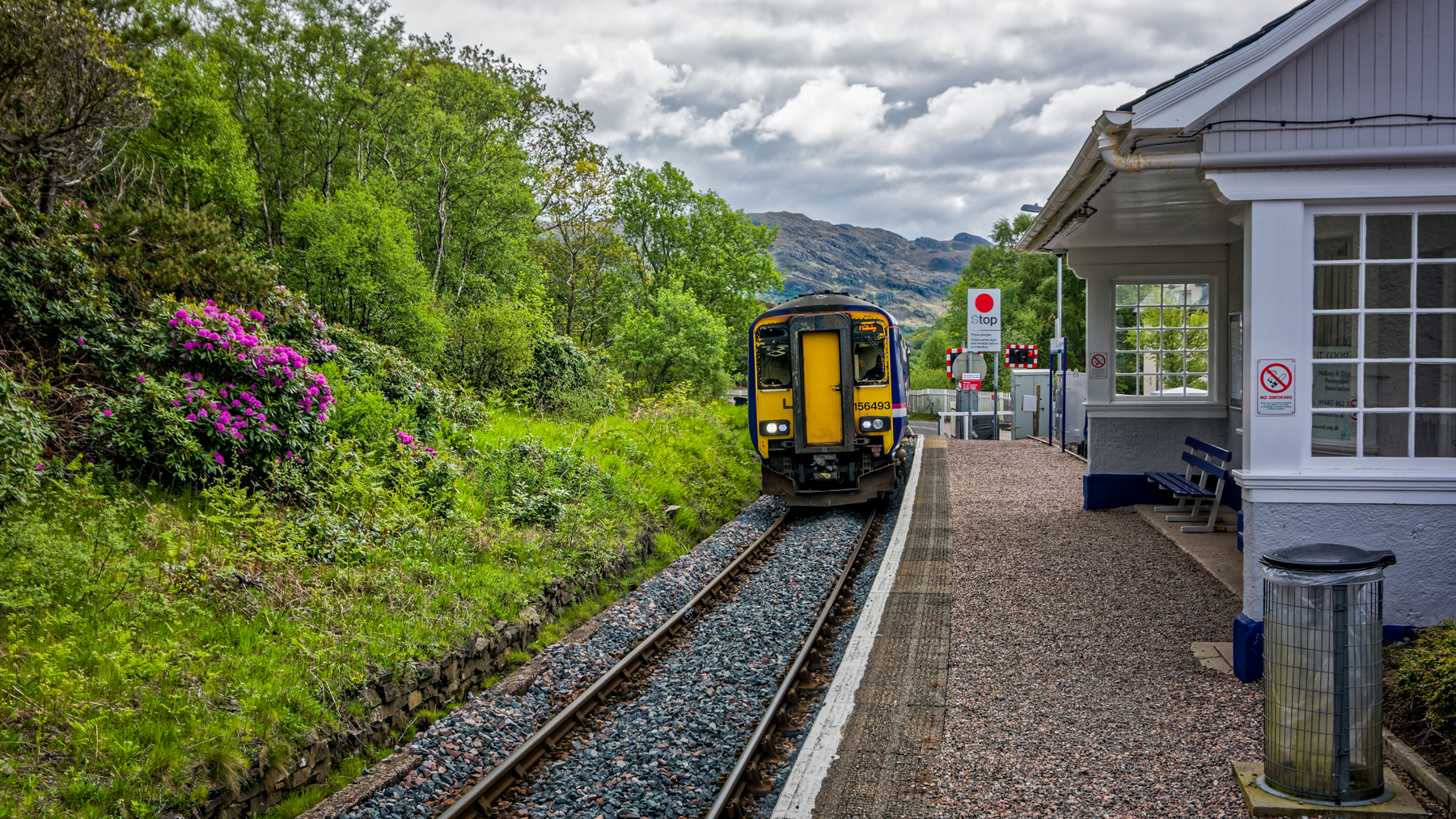
Station met landschap